# カージー・グレイヴス
カージー・グレイヴス（Kersey Graves、1813年11月21日 - 1883年9月4日）は、アメリカの懐疑論者、無神論者、スピリチュアリスト、ノンセイスト・フレンド、社会改良主義者、著述家である。

## 生涯
カージー・グレイヴスは1813年11月21日にペンシルベニア州ブラウンズビルで生まれた。彼の両親はクエーカーで、青年期は彼らの習慣に従っていた。そしてその後クエーカー信仰のエリアス・ヒックス派に移った。
グレイヴスは、主として独学であり、19歳の時にリッチモンドの学校で教えていた。経歴は20年以上続いた。彼は言語改革にも興味を持つ奴隷制度廃止運動の擁護者であり、クエーカーのラディカルな自由思想家の多くと関係をもつようになった。1844年8月に、彼はインディアナ州ウェイン郡で50人のユートピア主義の植民者に加わった。同月、出席を怠ったせいで彼は所属していたクエーカー集会グループから縁を切られた。また彼はライバルグループを興した。彼が後に交流したグループ群はメスメリズムやスピリチュアリズムをかじっていた。
1845年7月に、グレイヴスはクエーカー教徒リディア・ミッチェナーとオハイオ州ローガン郡ゼインズフィールドのゴッシェン・ミーティングハウスで結婚した。その後ふたりはハーヴィーズバーグの住まいで五児をもうけた。彼らはやがてリッチモンドに戻り、農場を買った。
ゴッシェン・ミーティングハウスは会衆の友たちのセンターであり、禁酒運動、平和運動、健康改革、反奴隷制、女性の権利、社会主義的ユートピア思想と関係していた。
グレイヴスのクエーカーとしての背景は、彼を内なる光の哲学へと慣らせていった。
それにより、全ての聖職者、教義、崇拝上の礼拝形式は不適切であり神の働きへの障害物だった。
これはクエーカーのうちのヒックスの焼付け - キエティスム - により激しくなった。
そこでは個人の霊的生命が最も重要であり、全ての外面的表明は無価値であった。
会衆の友たちは、ヒックス派の左翼となって、さらにキリスト教、ついには神の信仰から脱退した。
グレイヴスは1883年9月4日、インディアナ州リッチモンドのちょうど北にある自宅で亡くなった。
グレイヴスは宗教が真実を改悪したという信念を持ち、宗教信条の偽りを主張する著述家となった。
彼は『サタンの伝記』（The Biography of Satan、1865年）、『磔にされた十六人の世界の救い主』（The World's Sixteen Crucified Saviors、1875年)、『聖書の聖書』（Bible of Bibles、1881年）を書いた。

## 批判
グレイヴスの学問性はすぐにシンシナティの聖職者ジョン・テイラー・ペリーから批判された。ペリーはグレイヴスが用いた全ての典拠が、合成されたでたらめ、偽情報の誤った理解にして半分も納得されない断片である自由思想テキスト（Freethought texts）であると主張した。グレイヴスはここから宗教が聖職者たちに仕組まれた、神話と迷信のでっちあげだとする説を組み立てた。
「この著作において照合された最重要な事実の多くは、ゴッドフリー・ヒギンズ卿の『アナカリプシス』から引き出された」けれども彼はしばしば検証のため適切な出典から引用するのに失敗している。
キリスト神話説の支持者である歴史学者リチャード・キャリアーは、グレイヴスの著作、とりわけ『磔にされた十六人の世界の救い主』を、信頼できず学識のないものであるとして厳しく批判した。
キリスト神話説ドキュメンタリー『そこにいなかった神』の監督ブライアン・フレミングは主張の学識不足と信頼できなさから、グレイヴスを資料として使わないよう警告した。

## 現代の読み手たち
その分野の多くの学者がグレイヴスを事実に基づかず信頼できないとして非難した（「批判」の節参照）けれども、グレイヴスの著述は主にキリスト神話説に熱中する人々から読まれている。彼は『キリスト陰謀論』（The Christ Conspiracy）著者アーチャーリャ・Sの主要な出典である。彼の著述は『ダ・ヴィンチ・コード』に示される信念を作りさえする。
トム・ハーパーはグレイヴスを比較神話学におけるイエス（en:Jesus Christ in comparative mythology）についての自著の資料として使っている。無神論活動家マダリン・マーレー・オヘアもまたグレイヴスの著作のファンだった。

## 参照
1. ↑  Graves bio
2. ↑  Sixteen Saviours or One? The Gospels not Brahmanic (1879) by John T. Perry
3. ↑  Explanation
4. ↑  infidels.org リチャード・キャリアーによる『磔にされた十六人の世界の救い主』の批評
5. ↑  FAQ for The God Who Wasn't There by :Brian Flemming.
6. ↑  Kersey Graves page, "In February 1974, Madalyn Murray O’Hair lectured listeners of the American Atheist Radio’s program on the subject of American Freethinker Kersey Graves, the author of the 1875 book, The World’s Sixteen Crucified Saviors...".